# Reggie Lambe
Reginald Everard Vibart Thompson Lambe (ur. 4 lutego 1991 w Hamilton) – bermudzki piłkarz, grający na pozycji pomocnika.

## Kariera
W latach 2007–2009 grał w juniorach Ipswich Town. Następnie został wcielony do pierwszej drużyny, w której rozegrał dwa mecze. W 2011 roku grał na wypożyczeniu w Bristol Rovers, a w lipcu został zwolniony przez Ipswich Town na wolny transfer. W 2012 roku został piłkarzem Toronto FC. W klubie tym grał do końca 2013 roku, rozgrywając w jego barwach łącznie 55 meczów ligowych. W 2014 roku reprezentował barwy szwedzkiego Nyköpings BIS, po czym wrócił do Anglii, podpisując we wrześniu 2014 roku kontrakt z Mansfield Town. W 2016 roku przeszedł do Carlisle United. Od 2019 roku jest piłkarzem Cambridge United.
Jest reprezentantem kraju. W reprezentacji zadebiutował 14 grudnia 2007 roku w przegranym 1:2 meczu z Saint Kitts i Nevis. Został powołany na Złoty Pucha CONCACAF 2019

## Statystyki ligowe
| Sezon         | Klub             | Liga                         | Mecze | Gole |
| ------------- | ---------------- | ---------------------------- | ----- | ---- |
| 2009/2010     | Ipswich Town     | Football League Championship | 0     | 0    |
| 2010/2011     | Ipswich Town     | Football League Championship | 2     | 0    |
| 2010/2011 (w) | Bristol Rovers   | Football League One          | 7     | 0    |
| 2012          | Toronto FC       | Major League Soccer          | 27    | 2    |
| 2013          | Toronto FC       | Major League Soccer          | 28    | 0    |
| 2014          | Nyköpings BIS    | Division 1                   | 12    | 1    |
| 2014/2015     | Mansfield Town   | Football League Two          | 30    | 5    |
| 2015/2016     | Mansfield Town   | Football League Two          | 37    | 5    |
| 2016/2017     | Carlisle United  | Football League Two          | 38    | 6    |
| 2017/2018     | Carlisle United  | Football League Two          | 34    | 6    |
| 2018/2019     | Cambridge United | Football League Two          | 32    | 3    |
| 2019/2020     | Cambridge United | Football League Two          | 23    | 2    |